# Раштрапати-Бхаван
Раштрапати-Бхаван («Президентский дворец»( хинди राष्ट्रपति भवन), первоначально Дом вице-короля, а затем Дом правительства) — официальная резиденция Президента Индии в Нью-Дели.
Строительство комплекса началось в 1910-е годы по проекту известного британского архитектора Эдвина Лаченса и продолжалось с перерывами вплоть до 1929 года, хотя мелкие доработки продолжались до 1930 года. 
Купол здания напоминает купол Римского пантеона, а комплекс сочетает несколько архитектурных стилей; в британской традиции стиль, в котором построен комплекс, иногда носит название Делийский ордер (англ. Delhi order). 
На строительство ушло более 700 миллионов кирпичей и около 85 тысяч кубометров камня. Во дворце 340 комнат; площадь всех помещений — около 19 тысяч м².
Рядом с дворцом расположен огромный розовый сад, доступный широкой публике.
После постройки Раштрапати-Бхаван стал резиденцией вице-короля Индии, а с 1950 года — Президента республики. До настоящего времени дворец президента в Нью-Дели остаётся крупнейшей в мире резиденцией главы государства.